# Sapho ciliata
Sapho ciliata är en trollsländeart som först beskrevs av Fabricius 1781.  Sapho ciliata ingår i släktet Sapho och familjen jungfrusländor. IUCN kategoriserar arten globalt som livskraftig. Inga underarter finns listade i Catalogue of Life.